# ألونزو دي سانتا كروز
ألونزو دي سانتا كروز (بالإسبانية: Alonso de Santa Cruz) هو مؤرخ وكاتب ورسام خرائط وصانع أدوات إسباني، ولد في 1505 في إشبيلية في إسبانيا، وتوفي في 1567 في مدريد في إسبانيا. وتم جرد خرائطه في عام 1572.